# Movimiento Popular Democrático Unido
El Movimiento Popular Democrático Unido, People's United Democratic Movement (PUDEMO) en inglés o Insika Yenkhululeko Yemaswati en suazi, es un partido de izquierdas opuesto al régimen de Suazilandia.
En 1992 obtuvo su legalización tras los cambios políticos en Suazilandia y las ansias de libertad del pueblo suazi. Pero en las últimas elecciones legislativas del 21 de octubre de 2003 sólo pudieron ser elegidos aquellos no relacionados con ningún partido político.

## Resultados electorales
- 16 al 17 de mayo de 1972: 3 de 24 escaños.

- Datos: Q4992581
- Multimedia: People's United Democratic Movement / Q4992581